# Gonçalo Cardoso
Gonçalo Bento Soares Cardoso (Marco de Canaveses, 21 oktober 2000) - alias Gonçalo Cardoso - is een Portugees voetballer die doorgaans als centrale verdediger speelt. Hij tekende in augustus 2019 een contract tot medio 2024 bij West Ham United, dat €3.000.000,- voor hem betaalde aan Boavista FC.

## Clubcarrière
Cardoso doorliep de jeugd van FC Penafiel en belandde in 2017 in de jeugd van Boavista FC. In juli 2018 stroomde hij door naar het eerste elftal. Op 7 oktober 2018 maakt hij onder coach Jorge Simão zijn debuut in de Primeira Liga. Cardoso speelde de volledige wedstrijd tegen CD Aves. De wedstrijd werd met 1–0 gewonnen na een doelpunt van Bruno Gomes.

## Clubstatistieken
| Seizoen | Club            | Competitie     | Competitie | Competitie | Beker | Beker | Internationaal | Internationaal | Totaal | Totaal |
| Seizoen | Club            | Competitie     | Wed.       | Dlp.       | Wed.  | Dlp.  | Wed.           | Dlp.           | Wed.   | Dlp.   |
| ------- | --------------- | -------------- | ---------- | ---------- | ----- | ----- | -------------- | -------------- | ------ | ------ |
| 2018/19 | Boavista FC     | Primeira Liga  | 15         | 0          | 2     | 0     | —              | —              | 17     | 0      |
| 2019/20 | West Ham United | Premier League | 0          | 0          | 0     | 0     | —              | —              | 0      | 0      |
| Totaal  | Totaal          | Totaal         | 15         | 0          | 2     | 0     | 0              | 0              | 17     | 0      |

Laatste aanpassing op 6 augustus 2019
1 Fabiański ·
3 Cresswell ·
4 Soler ·
5 Coufal ·
7 Summerville ·
8 Ward-Prowse ·
9 Antonio ·
10 Paquetá ·
11 Füllkrug ·
14 Kudus ·
15 Mavropanos ·
17 Guilherme ·
18 Ings ·
19 Álvarez ·
20 Bowen  ·
21 Foderingham ·
23 Aréola ·
24 Rodríguez ·
25 Todibo ·
26 Kilman ·
28 Souček ·
29 Wan-Bissaka ·
33 Palmieri ·
34 Ferguson ·
39 Irving ·
57 Scarles ·
Coach: Potter
· Assistent-coach: Saltor